# Ar-Abbatârik
Ar-Abattârik (n. 2618 - m. 2899 S. E.; r. 2825 - 2899 S. E.), o Tar-Ardamin en quenya,  figura a veces en la lista de los gobernantes de Númenor, pero a veces se omite. Era el hijo del rey de Tar-Calmacil, nacido en el año 2618 de la Segunda Edad del Sol y muerto en el 2899. Si se cuenta como uno de los gobernantes y, a continuación, es el decimonoveno en la línea de los gobernantes.
En adunaico su nombre significa «Pilar del Mundo», en quenya, puede significar «Primera del Mundo». Tar-Ardamin se omite en la lista de los gobernantes de Númenor en el Apéndice A de El Señor de los Anillos, pero se menciona brevemente en los Cuentos inconclusos de Númenor y la Tierra Media. Christopher Tolkien, que compiló y editó los Cuentos inconclusos, especula en una nota al capítulo «La línea de Elros: Reyes de Númenor» que Tolkien pudo haber tenido una razón para la omisión que nunca explicó, o un simple error de redacción, que es lo más probable, puesto que la numeración de los reyes nunca fue alterada. Tar-Herunúmen, el hijo de Tar-Ardamin, o Ar-Adûnakhôr, generalmente se cuenta como el vigésimo gobernante.